# Pseudogekko smaragdinus
Pseudogekko smaragdinus är en ödleart som beskrevs av Taylor 1922. Pseudogekko smaragdinus ingår i släktet Pseudogekko och familjen geckoödlor. Inga underarter finns listade i Catalogue of Life.
Arten förekommer i Filippinerna på ön Polillo samt i två små regioner på södra Luzon. Troligtvis har ödlan en större utbredning på Bikolhalvön. Individerna lever i olika slags skogar och de besöker skogarnas kanter med buskar och gräs. Exemplar hittades bland annat på stora blad av växter från släktena Pandanus, Alocasia och Musa. Honor lägger sina ägg på stora blad.
Den största delen av ön Polillo är en skyddszon. Även på Bikolhalvön ligger delar av utbredningsområdet i en nationalpark. IUCN kategoriserar arten globalt som livskraftig.